# Tempelbezirk Irminenwingert
Der Tempelbezirk am Irminenwingert (auch Tempelbezirk des Lenus Mars oder Heiligtum des Lenus Mars) war ein heiliger Bezirk auf dem westlichen Moselufer in der Nähe des römischen Trier (Augusta Treverorum). Inschriftliche Funde legen nahe, dass es sich um ein zentrales Heiligtum der keltischen Treverer gehandelt hat sowie um eines der bedeutendsten Heiligtümer des Gottes Lenus Mars.

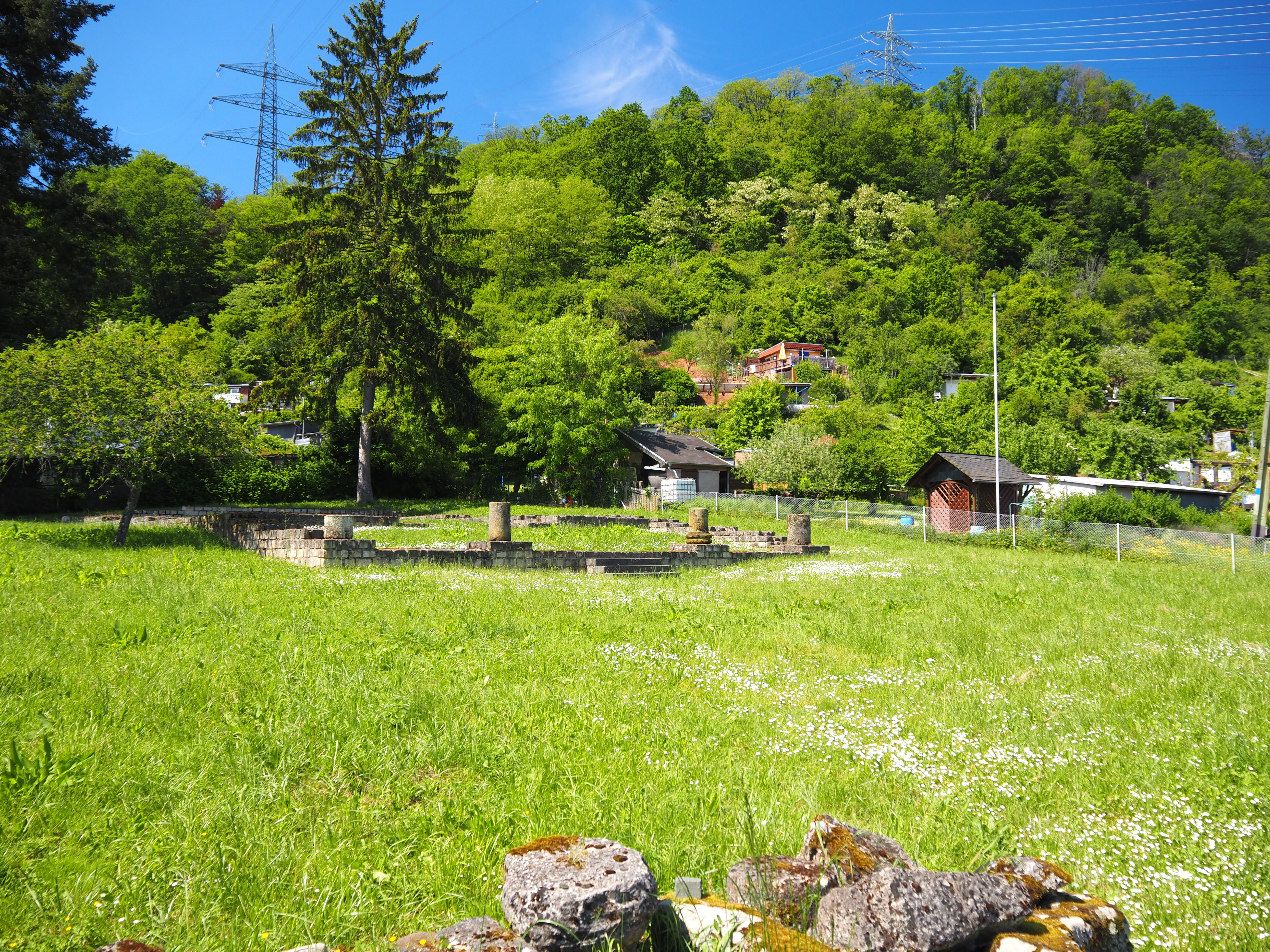
Blick auf die Grundmauern des Lenus-Mars-Tempels, Situation 2024

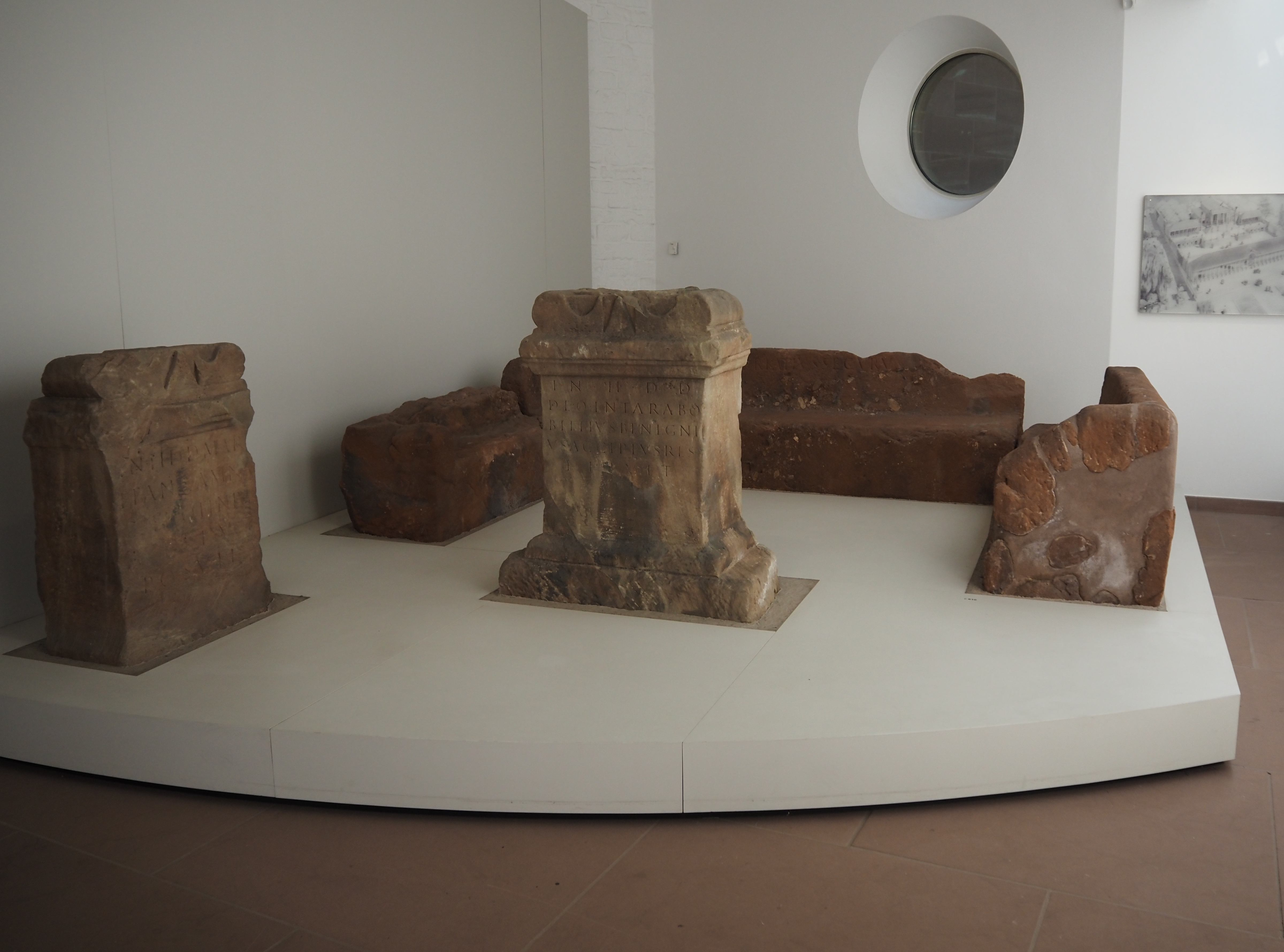
Steindenkmäler (Sitzbank und Altäre für Lenus-Mars und Ancamna bzw. Intarabus) im Rheinischen Landesmuseum.

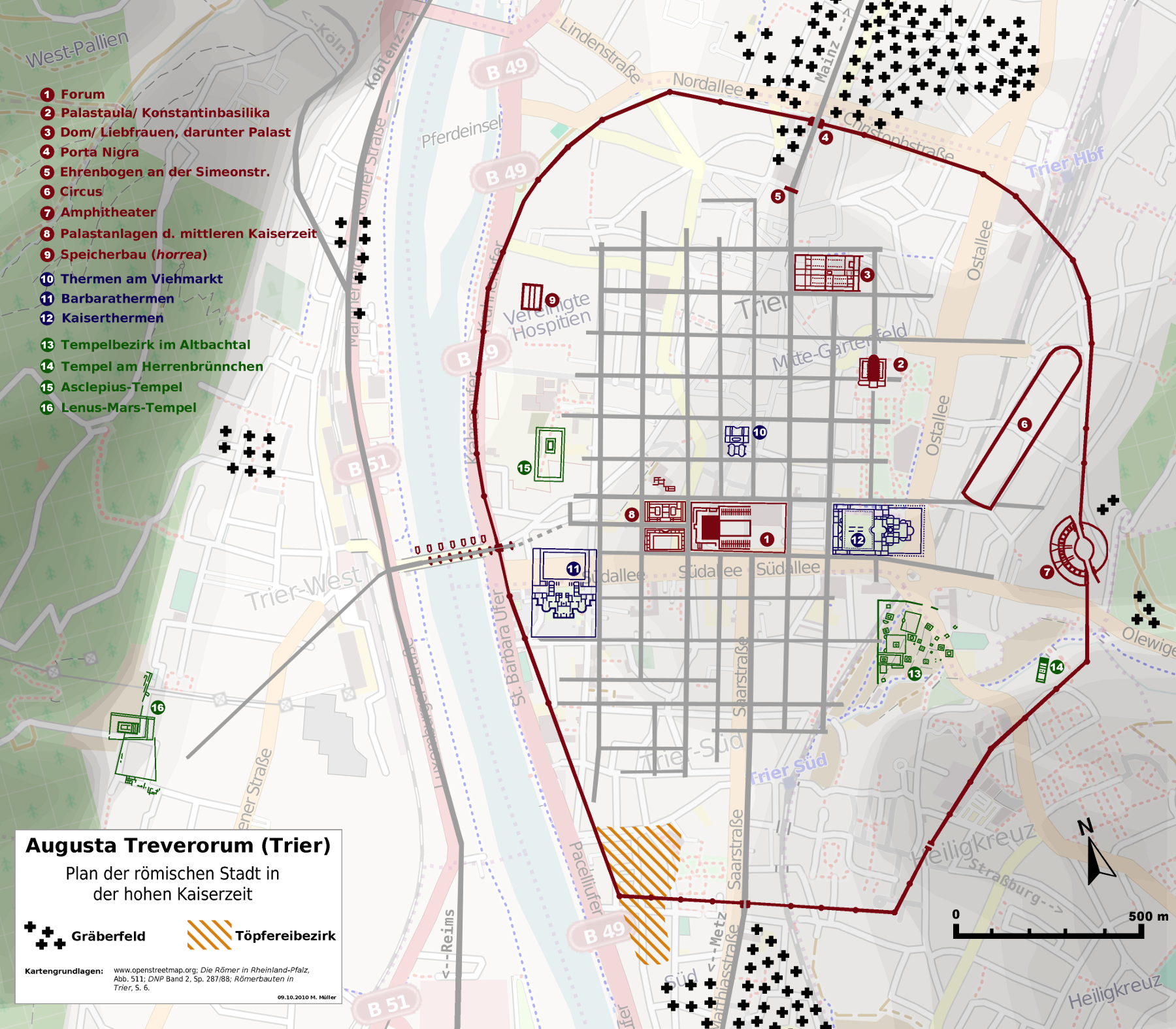
Stadtplan des römischen Trier, Tempelbezirk des Lenus Mars Nr. 16 (grün), westlich der Mosel.

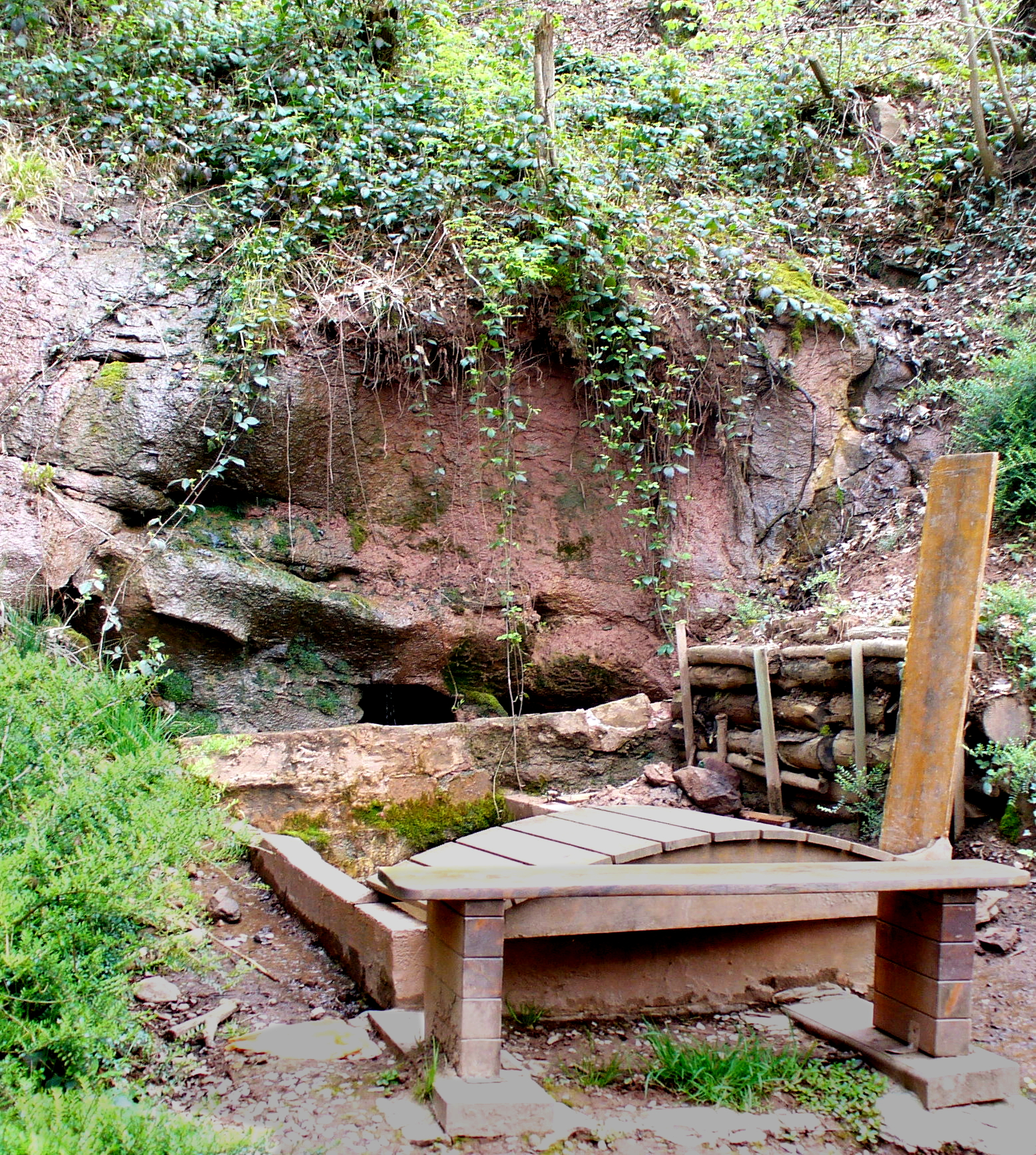
Heutige Quelle am Irminenwingert

## Forschungsgeschichte
Schon seit 1825 wurden im Irminenwingert römische Mauern beobachtet, 1843 erfolgte eine erste Grabung durch Christian Wilhelm Schmidt. Felix Hettner führte 1880 systematische Grabungen durch. Im Jahr 1913 wurden bei Erdabtragungen für Kasernenbauten zahlreiche Steindenkmäler gefunden, 1920/21 und 1925/26 erfolgten weitere kleine Grabungen, schließlich eine Nachgrabung 1936/37 durch Erich Gose, der die bis dahin gemachten Befunde im Jahr 1955 auch monographisch vorlegte.

## Anlage
Neben dem Tempelbezirk im Altbachtal, dem Tempel am Herrenbrünnchen sowie dem Asklepius-Tempel am Moselufer wurde ein weiteres großes Tempelareal auf dem westlichen Moselufer am Fuß des Markusberges entdeckt. Es befand sich an einem leichten Taleinschnitt, wo die später als Heideborn als heilkräftig verehrte Quelle austritt. Im Bereich des Irminenwingert konnte ein ummauerter Bezirk in Form eines unregelmäßigen Vierecks von über 100 m Seitenlänge nachgewiesen werden. An der Vorderseite befanden sich Wohngebäude mit teilweise zellenartiger Raumaufteilung, die als Herbergen für Pilger angesprochen werden. Im Süden des Areals befand sich ein kleinerer Tempel sowie eine Kapelle. Aus Letzterer wurden neben Weihegaben fünf Weihungen an Mars Iovantucarus, die Quellgottheiten der Xulsigien und an Lenus Mars geborgen.

### Tempel des Lenus Mars
Im Norden des heiligen Bezirks war ein weiterer trapezoider Bereich mit ungewöhnlich stark fundamentierten Mauern abgeteilt. An der Bergseite befand sich ein Tempel, von dem die Fundamente der Cella (20 × 13 m) und aufgehendes Mauerwerk des Podiums (32 × 28 m) noch erhalten waren. Er war über eine Freitreppe zu erreichen und an drei Seiten von einer Portikus umgeben, wies also Elemente eines gallo-römischen Umgangstempels auf. Auf einer Zwischenterrasse wurde ein größeres Altarfundament nachgewiesen. An der Zugangs- und Prozessionsstraße vor dem Tempel wurden etwa 60 Meter entfernt neben zwei Votivaltären zwei Sitzbänke aus rotem Sandstein mit Inschrift gefunden. Die Inschriften bezeugen, dass wenigstens eine der Bänke samt dem zugehörigen Altar von zwei Gauen der Treverer dem Lenus Mars und seiner Begleiterin Ancamna geweiht worden war. Dem treverischen Gott Intarabus war ein weiterer Altar innerhalb der Anlage geweiht.

### Kulttheater
Im Nordosten der Anlage sind starke Mauerzüge mit reich gegliederter Nischenfront als Bühnenfront und Außenwand eines Theaters anzusprechen. Theater sind als Teil von Kultfesten und Darstellung der Göttermythen häufiger Bestandteil heiliger Bezirke und auch in kleinerer Form im Altbachtal sowie bei den Tempelbezirken von Heckenmünster und Möhn nachgewiesen.

### Deutung
Die Gesamtanlage wird als treverisches Nationalheiligtum mit monumentaler Ausstattung angesprochen. Verehrt wurde hier die lokale Gleichsetzung (Interpretatio Romana) des Gottes Mars mit dem treverischen Lenus, der auch in anderen regionalen Heiligtümern wie dem Martberg eine bedeutende Rolle spielte. An der Ausstattung der Anlage zeigt sich auch der weniger kriegerische Charakter des Lenus, der eher als Heilgott verehrt wurde. Nach Ausweis der Münzreihe wurde die Anlage von der vorrömischen Zeit bis in die Zeit Gratians († 383 n. Chr.) genutzt.